# Ibrahim Ahmad Abd al-Sattar Muhammad
Ibrahim Ahmad Abd al-Sattar Muhammad (Mosul, 9 settembre 1956 – Baghdad, 28 ottobre 2010) è stato un generale iracheno è stato capo di stato maggiore delle Forze armate irachene sotto il regime di Saddam Hussein dal 1999 al 2003.

## Biografia
Al-Sattar Muhammad era l'asso di picche nelle Carte da gioco Most-wanted iraqi ed è stato preso in custodia dallo United States Central Command nel maggio del 2003.
Il 2 maggio 2009, è stato condannato al carcere a vita per il suo ruolo nella violenta repressione delle Rivolte in Iraq del 1991.
È morto di cancro il 28 ottobre 2010, mentre era sotto custodia irachena e statunitense.